# Tuberculatus californicus
Tuberculatus californicus är en insektsart som först beskrevs av Baker, A.C. 1917.  Tuberculatus californicus ingår i släktet Tuberculatus och familjen långrörsbladlöss. Inga underarter finns listade i Catalogue of Life.